# Senden (Renania Settentrionale-Vestfalia)
Senden è un comune del Renania Settentrionale-Vestfalia, in Germania.
Appartiene al distretto governativo (Regierungsbezirk) di Münster e al circondario di Coesfeld (targa COE).

## Geografia antropica

### Suddivisioni amministrative
Il territorio comunale si divide in 4 zone (Ortsteil), corrispondenti al centro abitato di Senden e a 4 frazioni:
- Senden (centro abitato)
- Bösensell
- Ottmarsbocholt
- Venne